# Тодд, Александер Робертус
Александер Робертус Тодд, барон Тодд (англ. Alexander Robertus Todd, Baron Todd; 2 октября 1907, Глазго, — 10 января 1997, Кембридж) — английский химик-органик, член Лондонского королевского общества (1942), лауреат Нобелевской премии по химии (1957). Рыцарь ордена Британской империи (1954) и пожизненный пэр - барон Тодд Трампингтонский (1962).

## Биография
Родился 2 октября 1907 года в городе Глазго.
После окончания университета Глазго получил в 1931 году докторскую степень во Франкфуртском университете, а в 1933 году получил докторскую степень в Оксфорде. Затем работал в ряде учебных заведений и научных учреждений.
В 1938—1944 годах директор химической лабораторий Манчестерского университета; профессор органической химии Кембриджского университета (с 1944).
В 1952—1964 годах председатель правительственного Консультативного совета по научной политике. Президент Химического общества Великобритании (1960—1962).
Президент Лондонского королевского общества в 1975—1980 годах.
Иностранный член Национальной академии наук США (1955), Академии наук СССР (1982).
Александер Робертус Тодд умер 10 января 1997 года в Кембридже.

## Основные работы
Основные работы — по химии нуклеотидов и нуклеиновых кислот — положены в основу современных представлений о структуре и методах синтеза этого типа химических соединений. Тодд выполнил также другие исследования, в том числе по синтетической органической химии, химии природных соединений, структуре и синтезу витамина B12.

## Награды
- 1949 — Медаль Дэви
- 1954 — Бейкеровская лекция
- 1955 — Королевская медаль
- 1957 — Нобелевская премия по химии за исследования нуклеотидов и нуклеиновых кислот
- 1963 — Силлимановская лекция
- 1966 — Премия Роберта Робинсона[нем.]
- 1970 — Медаль Копли
- 1978 — Большая золотая медаль имени М. В. Ломоносова от Академии наук СССР

## Личная жизнь
В 1937 году женился на Элисон Саре Дейл, дочери сэра Генри Халлета Дейла, лауреата Нобелевской премии 1936 года. Она умерла в 1987 году. Их пережили сын Александр Генри, и две дочери, Хелен Джин и Хилари Элисон.

## Общественная деятельность
В 1992 году подписал «Предупреждение человечеству».